# Лестер Янг
Ле́стер Янг (англ. Lester Willis Young; 27 серпня 1909, Вудвілл, штат Міссісіпі — 15 березня 1959, Нью-Йорк) — американський джазовий тенор-саксофоніст, один з найвидатніших саксофоністів епохи свінгу. Його віртуозні імпровізації, що відрізнялися разюче плавним фразуванням, випередили сучасні стилі джазу (бібоп, кул) і вплинули на всіх саксофоністів другої половини століття. Тромбоніст Майк Зверін назвав Янга «Моцартом джазу».

## Ранні роки
Виріс у Новому Орлеані, учився грати на різних інструментах в оркестрі свого батька, талановитого музиканта-самоучки, згодом відомого педагога. До десяти років хлопчик грав на скрипці, ударних, трубі, декількох саксофонах і гастролював із сімейним бендом. В одному з інтерв'ю жартівливо розповів про те, що вирішив перейти на саксофон, тому що ударні інструменти доводилося збирати досить довго й «всіх гарненьких дівчат вели інші музиканти».
Наприкінці 20-х років уже як тенор-саксофоніст приєднався до маловідомого ансамблю Bostonians, потім три роки працював у Чикаго з Кінґом Олівером, два роки в Канзас-Сіті в оркестрі Волтера Пейджа Blue Devils і в 1933 році перейшов до Бенні Моутена. В 1934 році його запросив Флетчер Гендерсон на місце Коулмена Гокінса, який виїхав у Європу. Янг з ентузіазмом погодився, але через пів року повернувся в Канзас-Сіті, не витримавши нескінченних вимог бути схожим на свого знаменитого попередника.

## Творча зрілість
Дійсну славу принесли роки роботи з оркестром Каунта Бейсі (1936—1940), для якого він написав низку композицій, найвідоміші з них — Lester Leaps In, Taxi War Dance, Tickle Toe, Jumpin' With Symphony Sid. Музична драматургія оркестру Бейсі наприкінці 30-х років будувалася на протиставленні двох видатних саксофоністів — Янґа й Гершела Еванса, що грав у стилі Гокінса. Ці змагання сприяли не тільки популярності оркестру і його музикантів, але й розвитку техніки гри на саксофоні.
В 1937-41 Янг входив також у невеликий ансамбль, що акомпанував Біллі Холідей. Захоплюючись майстерністю саксофоніста, вокалістка називала його «Президентом» (скорочено «През»). Надалі Янг разом із братом, барабанщиком Лі Янгом збирав ансамблі в Нью-Йорку й Лос-Анджелесі. В 1943 році був покликаний в армію (відомо, що він довго не реагував на повістки й один раз його повели прямо зі сцени), але замість військового оркестру потрапив у в'язницю, зіштовхнувшись із офіцером-расистом, що запідозрив у ньому наркомана. Вирок — п'ять років в'язниці — був абсолютно несправедливий, але Янґ створив у в'язниці непоганий бенд і був звільнений достроково.
Після 1946 року постійно співпрацював з антрепризою Нормана Гренца Jazz At The Philharmonic. Ще за життя став легендарною особистістю (він був сам собі іміджмейкером, любив помітно й зухвало одягатися, уживав у розмові з журналістами незрозумілі слівця, роблячи враження людини «не з сього світу»).

## Останні роки
Після 1950 року здоров'я Лестера Янга стало стрімко погіршуватись, що було пов'язано із частими запоями. Зловживання алкоголем почало негативно відбиватись і на майстерності гри Янга, про що свідчать його записи 1952-53 років. У 1955 році Янг потрапив у госпіталь з нервовим захворюванням.
В 1957 році Лестер Янг ненадовго повертається на сцену — він приймає грає з оркестром Каунта Бейсі на фестивалі в Ньюпорті та разом з Біллі Голідей в телепрограмі The Sound of Jazz. Останній студійні записи та публічні виконання Лестера Янга мали місце у березні 1959 року у Парижі.

## Вибрана дискографія
- 1937—1939: The Complete Decca Recordings — Каунт Бейсі, GRP
- 1937—1946: Complete Billie Holiday/Lester Young, Fremeaux
- 1938: The Kansas City Sessions, Verve
- 1943—1944: The Complete Lester Young on Keynote, Verve
- 1945—1948: The Complete Aladdin Recordings, Blue Note Records
- 1952 — With the Oscar Peterson Trio, Verve
- 1956 — The Jazz Giants, Verve
- 1956 —Pres and Teddy, Verve
- 1956 — Lester Young in Washington, D.C., Vol. 1-4, Pablo
- 1957 — Count Basie at Newport,Verve
- 1958 — Laughin' to Keep from Cryin', Verve
- 1959 — Jazz in Paris: Le Dernier Message De Lester Young, Universal
- 1946—1959 — The Complete Lester Young Studio Sessions on Verve, Verve